# Корбіца (комуна)
Корбіца (рум. Corbița) — комуна у повіті Вранча в Румунії. До складу комуни входять такі села (дані про населення за 2002 рік):
- Ізвоареле (109 осіб)
- Буда (641 особа)
- Вилчелеле (57 осіб)
- Корбіца (155 осіб)
- Лергешень (177 осіб)
- Окешешть (234 особи)
- Редечинешть (350 осіб)
- Туцу (98 осіб)
- Шербенешть (279 осіб) — адміністративний центр комуни

Комуна розташована на відстані 213 км на північний схід від Бухареста, 52 км на північ від Фокшан, 112 км на південь від Ясс, 99 км на північний захід від Галаца, 142 км на північний схід від Брашова.

## Населення
За даними перепису населення 2002 року у комуні проживали 2100 осіб.
Національний склад населення комуни:
| Національність | Кількість осіб | Відсоток |
| -------------- | -------------- | -------- |
| румуни         | 2098           | 99,9%    |
| угорці         | 2              | 0,1%     |

Рідною мовою назвали:
| Мова      | Кількість осіб | Відсоток |
| --------- | -------------- | -------- |
| румунська | 2098           | 99,9%    |
| угорська  | 2              | 0,1%     |

Склад населення комуни за віросповіданням:
| Релігія       | Кількість осіб | Відсоток |
| ------------- | -------------- | -------- |
| православні   | 2085           | 99,3%    |
| баптисти      | 6              | 0,3%     |
| римо-католики | 5              | 0,2%     |
| адвентисти    | 2              | 0,1%     |
| бретрени      | 1              | < 0,1%   |